# Drosophila dictena
Drosophila dictena este o specie de muște din genul Drosophila, familia Drosophilidae, descrisă de Tsacas și Chassagnard în anul 1992.
Este endemică în Ivory Coast. Conform Catalogue of Life specia Drosophila dictena nu are subspecii cunoscute.